# Louis De Ridder

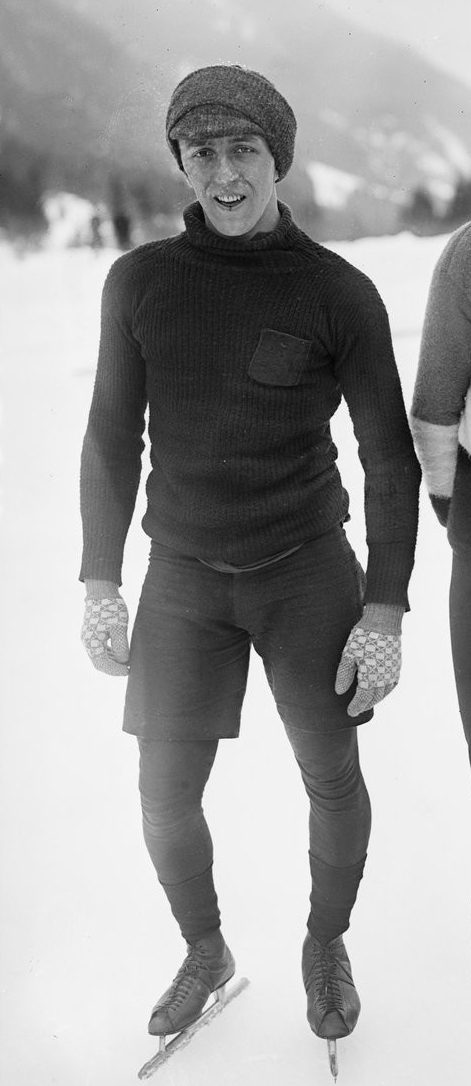
Louis De Ridder, 1922

Louis De Ridder (* 9. Juni 1902 in Antwerpen; † 5. Mai 1981) war ein belgischer Eishockeyspieler, Bobfahrer und Eisschnellläufer.

## Karriere
Louis de Ridder nahm für die belgische Eishockeynationalmannschaft an den Olympischen Winterspielen 1924 in Chamonix und 1936 in Garmisch-Partenkirchen teil. Zudem vertrat er sein Land bei den Winterspielen 1924 im Eisschnelllauf über 500 und 1500 Meter. Bei den Winterspielen 1936 trat er für Belgien im Viererbob an.